# Sporadi
Sporadi (Sjeverni) (grčki: Βόρειες Σποράδες) je otočna skupina smještena u Egejskom moru duž istočne obale Grčke, sjeveroistočno od otoka Eubeja. Ovo otočje ima 24 otoka, od njih su pet naseljeni;  Alonisos, Skiatos, Skopelos, Peristera i Skiros.
Sporades na grčkom znači  raspršen.
Upravno su Sporadi podjeljeni između dviju grčkih periferija; Tesalije (većina otoka) i Središnje Grčke (Otok Skiros).

## Pogledajte i ovo
- Cikladi - Grčka otočna skupina južno od Sporada.
- Dodekanez - Grčka otočna skupina, prije znana kao Južni Sporadi.